# Shane Carle
Pour les articles homonymes, voir Carle.
Shane Taylor Carle (né le 30 août 1991 à Santa Cruz, Californie, États-Unis) est un lanceur droitier de la Ligue majeure de baseball.

## Carrière
Joueur des 49ers de l'université d'État de Californie à Long Beach, Shane Carle est repêché par les Pirates de Pittsburgh au 10e tour de sélection en 2013. Il débute la même année sa carrière professionnelle en ligue mineure avec un club affilié aux Pirates.
Le 11 novembre 2014, alors que Carle évolue toujours en ligue mineure, les Pirates l'échangent aux Rockies du Colorado contre le lanceur droitier Rob Scahill.
Carle fait ses débuts dans le baseball majeur le 14 avril 2017 comme lanceur de relève pour Colorado face aux Giants de San Francisco. Il apparaît dans 3 matchs des Rockies en 2017.